# Elecciones parlamentarias de Lituania de 2012
Las elecciones parlamentarias se celebraron en Lituania el 14 de octubre de 2012, con una segunda vuelta el 28 de octubre en los distritos electorales donde ningún candidato obtuvo la mayoría en la primera vuelta de la votación.
Los 141 escaños en el Seimas estaban disponibles para elecciones; 71 en circunscripciones de escaños individuales elegidos por mayoría de votos y los 70 restantes en una circunscripción nacional basada en la representación proporcional.
Junto con las elecciones, se celebró un referéndum sobre la construcción de una nueva central nuclear. 
La Unión Nacional, que había dirigido al gobierno saliente, sufrió como resultado de sus políticas de austeridad profundamente impopulares.
El Partido Socialdemócrata de Lituania se convirtió en el partido más grande de Seimas después de las elecciones, ganando 38 escaños.
Los socialdemócratas y otros partidos de izquierda habían hecho campaña con la promesa de poner fin a la austeridad, aumentar el salario mínimo, reducir el desempleo y aumentar el gasto público. Las Fuerzas Armadas lituanas tienen actualmente personal desplegado en misiones internacionales en Afganistán, Kosovo, Mali y Somalia.
Los socialdemócratas formaron una coalición con el Partido Laborista, el Orden y la Justicia y la Acción Electoral de los polacos en Lituania.
El gobierno resultante fue dirigido por Algirdas Butkevičius.